# Jogok és szabadságok kanadai chartája
A jogok és szabadságok kanadai chartája (angolul Canadian Charter of Rights and Freedoms, franciául La Charte canadienne des droits et libertés) a kanadai alkotmány részét képező dokumentum, mely egyben a Constitution Act, 1982 (1982-es törvény az alkotmányról) első része. A charta biztosít a kanadaiak számára bizonyos politikai és polgári jogokat és ezeket garantálja a kormányzat összes szintjén. A charta azzal a céllal lett kialakítva hogy egyesítse kanadaiakat az ezen jogokat megtestesítő elvek körül.
A chartát megelőzte az 1960-ban törvénybe iktatott Canadian Bill of Rights (kanadai jogok törvénye). Ez ugyanakkor csak szövetségi jogszabály szintű dokumentum volt, nem képezte részét az alkotmányban. Szövetségi jogszabályként korlátozott volt a lefedettségi köre, könnyen módosíthatta a parlament és nem volt alkalmazható a tartományi törvényekre. A Kanadai Legfelsőbb Bíróság szintén szűken értelmezte a Bill of Rightsot és nem igazán volt hajlandó törvényeket hatályon kívül helyezni annak értelmében. A Canadian Bill of Rights relatív hatékonytalansága sokakat ösztönzött arra, hogy javítson a polgári jogok védelmén Kanadában. A második világháború után alakult emberi jogi mozgalom be akarta biztosítani az Emberi Jogok Egyetemes Nyilatkozatában rejlő elveket. Pierre Trudeau miniszterelnök kormányának erőfeszítéseinek eredményeképpen a brit parlament a kanadai parlament kérésére hivatalosan is törvénybe iktatta a chartát a Canada Act 1982 (1982-es törvény Kanadáról) részeként 1982-ben.
A charta elfogadásának egyik legnagyobb hatása a törvények felülbírálhatóságának (alkotmánybíráskodásnak) a kiterjesztése volt mert a charta egyértelműbben kifejezi a jogok garantálását és a bírók szerepét azok betartatásában, mint a Bill of Rights volt. A bíróságok a chartában lefektetett jogok megsértésével szembesültek törölték az alkotmányellenes szövetségi vagy tartományi jogszabályokat és szabályozásokat, vagy ezek részeit, mint ahogy a korábbi kanadai bírói ügyek a föderalizmus kérdéseit érintették. Azonban a charta új jogokkal ruházta fel a bíróságokat a kreatívabb jogorvoslatok betartatására és hogy a perek során több bizonyítékot hagyhassanak figyelmen kívül. Ezek a jogok meghaladták azt a szintet, amely megszokott volt a szokásjogban és az Egyesült Királyság mintájára megalkotott a parlament elsőbbségére alapozott kormányzati rendszerben. Ennek eredményeként a chartát széles körű dicséret érte a kanadai választók részéről és kritika a megnőtt bírói hatalom ellenzői felől. A charta kizárólag kormányzati jogszabályokra és tettekre (beleértve a szövetségi, tartományi és helyi kormányzatokat és az állami iskolák vezetőségét) illetve néha a szokásjogra vonatkozik, nem érinti a magántevékenységet.

## Jellemzői
A charta értelmében a Kanadában tartózkodó személyeknek számos polgári és politikai joga von. A legtöbb jog minden jogi személyre érvényes, (a charta nem definiálja a társaságokat „jogi személy”-ként), de néhány jog kizárólag természetes személyeknek jár vagy (mint a 3. és 6. szakaszban) kizárólag kanadai állampolgároknak. A bíróságok a charta 24. szakasza alapján tartathatják be ezeket a jogokat, mely felruházza a bíróságokat arra, hogy jogorvoslatot tegyenek azok javára akik jogait megtagadták vagy megsértették. Ez a szakasz felruházza a bíróságokat arra is, hogy figyelmen kívül hagyjon olyan bizonyítékokat amelyeket a chartában biztosított jogok megsértésével szereztek és amelyek felhasználása sértené az igazságszolgáltatás jó hírnevét. A 32. szakasz megerősíti hogy a charta hatálya kiterjed a szövetségi kormányra és törvényhozásra, a hatásköre alatt álló területekre és a tartományi törvényhozásokra és kormányokra.
A chartában biztosított jogok a következőek:
Alapvető szabadságok (2. szakasz), név szerint a lelkiismeret, vallás, gondolat, meggyőződés, vélemény, kifejezés beleértve a sajtó és egyéb hírközlési média szabadságát, a békés gyülekezés és a társulás szabadsága.
Demokratikus jogok: általánosságban a politikai tevékenységben való részvétel és a demokratikus kormányzathoz való jog:
3. szakasz: a szavazás és a törvényhozásba való megválaszthatóság joga.
4. szakasz: a törvényhozó testületek maximum öt évig folytathatják munkájukat választás nélkül (rendkívüli esemény, pl. háború esetén meghosszabbítható a Képviselőház és a törvényhozó testületek munkája, ha a meghosszabbítást a képviselők több mint egyharmada azt szavazás útján nem ellenzi)
5. szakasz: a törvényhozásnak legalább évente üléseznie kell.
Mozgási szabadságok: (6. szakasz): a Kanadába való belépés és elhagyás joga, és a jog a költözéshez és letelepedéshez bármelyik tartományban.
Törvénybiztosította jogok: az emberek jogai az igazságszolgáltatással és bűnüldözéssel kapcsolatos jogaik, pontosabban:
7. szakasz: élethez szabadsághoz és személyi biztonsághoz való jog.
8. szakasz: jog a törvénytelen házkutatással vagy letartóztatással szemben.
9. szakasz: az önkényes letartóztatás és bebörtönzés tilalma.
10. szakasz: az ügyvédhez való jog és a habeas corpus garanciája.
11. szakasz: a büntetőjogi ügyekkel kapcsolatos jogok, mint az ártatlanság vélelme.
12. szakasz: senki nem vonható kegyetlen vagy szokatlan elbánás vagy büntetés alá.
13. szakasz: egy tanú önmagára terhelő vallomása nem használható fel ugyanezen tanú elleni más eljárásokban.
14. szakasz: tolmácshoz való jog.
Egyenlőségi jogok: (15. szakasz): a törvény előtti egyenlő elbánás joga, a törvények egyforma védelmére és kedvezményeire jogosultak minden megkülönböztetés nélkül.
Nyelvi jogok: általánosságban az angol és a francia nyelv használatának a joga a kanadai szövetségi kormányzattal és bizonyos tartományi kormányzatokkal folytatott kommunikációban. A chartában említett jogok közé tartoznak a következőek:
16. szakasz: Az angol és a francia Kanada és Új-Brunswick hivatalos nyelvei.
16.(1) alszakasz: Új-Brunswickban mind az angol mind a francia nyelvű közösségnek egyenlő jogaik vannak oktatási és kulturális intézményeikhez.
17. szakasz: mindenkinek jogában áll mind a két hivatalos nyelvet használni a kanadai parlament és a Új-Brunswik-i törvényhozó testület működésében.
18. szakasz: a Parlament és az Új-Brunswick-i törvényhozó testület törvényeit, naplóit és feljegyzéseit mindkét hivatalos nyelven ki kell nyomtatni, azok mindkét nyelven hitelesek.
19. szakasz: mindkét hivatalos nyelv alkalmazható a szövetségi és az Új-Brunswick-i bíróságokon.
20. szakasz: mindenkinek joga van bármely hivatalos nyelven érintkezni és igénybe venni a szövetségi és Új-Brunswick-i törvényhozással.
21. szakasz: kimondja, hogy a charta nem korlátozza az angol és francia nyelv korábban fennálló jogait.
22. szakasz: a más nyelveket érintő meglévő jogokat nem érinti a charta. (Így például ha az őslakók nyelveinek valahol van védelme, az továbbra is fennmarad bár nem esnek a charta közvetlen védelme alá.)
Közoktatási jogok kisebbségi nyelvekkel kapcsolatosan: (23. szakasz): az angol vagy a francia nyelvi kisebbséghez tartozó bizonyos állampolgárok joga a gyermekei oktatására a kisebbségi nyelven.
Ezek a jogok általánosságban a korlátozási kikötés (limitations clause, 1. szakasz) és a „függetlenül” szakasz (notwithstanding clause, 33. szakasz) hatályai alá esnek. A korlátozási kikötés az 1. szakaszban felhatalmazza a kormányokat, hogy indokolt esetben korlátozzák a chartában lefektetett jogokat. Minden olyan bírósági ügyben, ahol a bíróság úgy a charta megsértését találja meg kell vizsgálnia, hogy az 1. szakasz alapján a törvény jóváhagyható-e. Az ilyen megsértéseket akkor hagyják helyben ha a kormányzati tett célja egy sürgős és fontos cél elérése egy szabad társadalomban és ha az „nyilvánvalóan indokolható.” Az 1. szakaszt ennek megfelelően használták kifogásolható viselkedés, mint a gyűlöletbeszéd (pl. az R. v. Keegstra  esetben) vagy obszcenitást (pl. a R. v. Butler esetben) tiltó törvények helyben hagyására. Az 1. szakasz azt is tartalmazza, hogy a chartában található jogok és szabadságok biztosítva vannak.
A „függetlenül” szakasz felhatalmazza a kormányokat, hogy ideiglenesen figyelmen kívül hagyhatja a 2. és 7–15. szakaszban található jogokat és szabadságokat 5 évig terjedő időre, mely megújítható. A kanadai szövetségi kormány soha nem használta még ezt a szakaszt és egyesek úgy vélik a szakasz alkalmazása politikailag költséges lenne. A múltban a szakszt rendszeresen alkalmazta Québec tartomány (mely nem támogatta a charta törvénybe iktatását mégis a hatálya alá esik ettől függetlenül). Saskatchewan és Alberta tartományok is használták ezt a szakaszt egy sztrájk bevégzésére és a házasság kifejezetten heteroszexuális definíciójának védelmében. (A szakasz albertai használatának nincs jogi hatása mert a házasság meghatározása szövetségi és nem tartományi hatáskörbe tartozik.) Yukon terület is elfogadott egyszer egy jogszabályt ezen szakaszt alkalmazva de azt soha nem emelték hatályra.
A charta többi szakasza azt tisztázza, hogyan működik a charta a gyakorlatban. Ezek közé tartozik:
25. szakasz: a charta nem korlátozza az őslakosság meglévő jogait és szabadságait. Az őslakók jogai közvetlenebb alkotmányos védelmet a Constitution Act, 1982 35. szakaszban kapnak.
26. szakasz: tisztázza, hogy más jogok és szabadságok létezését nem tagadja a charta.
27. szakasz: a chartát úgy kell értelmezni, hogy az összhangban legyen Kanada multikulturális hagyományaival és azokat erősítse.
28. szakasz: kimondja, hogy a charta jogai és szabadságai egyformán vonatkoznak a férfiakra és a nőkre is.
29. szakasz: kimondja, hogy a vallási és felekezeti iskolák jogait nem korlátozza a charta.
30. szakasz: egyértelművé teszi a charta alkalmazhatóságát a területekre is.
31. szakasz:  megerősíti, hogy a charta nem bővíti ki semelyik testület törvényhozási jogait.
Végül a 34. szakasz kimondja, hogy az alkotmánynak ezt a részét a jogok és szabadságok kanadai chartája néven lehet idézni.”

## Története

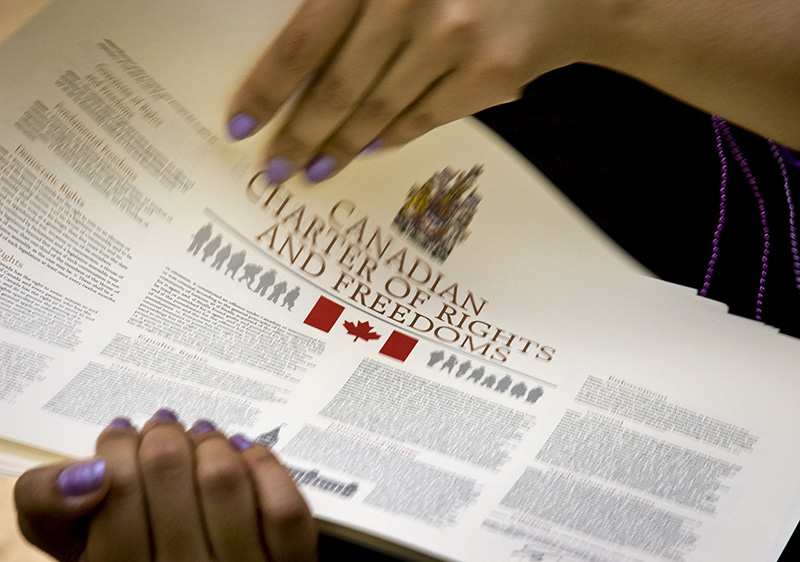
A Kanadai Jogok és Szabadságok Chartája

A chartában védett jogok és szabadságok közül soknak, köztük a szólásszabadságnak, a habeas corpusnak és az ártalmatlanság vélelmének a gyökere egy sor kanadai törvényben és jogi precedensben található, melyekre néha Implied Bill of Rightsként (Burkolt Jogok Törvénye) hivatkoznak. Ezen jogok közül sok szintén része volt a kanadai parlament által 1960-ban elfogadott Canadian Bill of Rightsnak is. Azonban a Canadian Bill of Rightsnak voltak bizonyos hiányosságai. Az Alapokmánnyal ellentétben egyszerű törvény volt melyet egyszerű parlamenti többség megváltoztathatott és kizárólag a szövetségi kormányra vonatkozott. A bíróságok ezen felül konzervatívan értelmezték a Bill of Rightsot és csupán ritkán rendelték el a vele ellentétes törvény hatályon kívül helyezését. A Bill of Rights nem tartalmazta az összes olyan jogot, amelyet a charta tartalmaz, így például hiányzott belőle a szavazati jog vagy a Kanadán belüli szabad mozgás joga.
A kanadai egyesülés 1967-es százéves évfordulója kapcsán megnőtt a kormány alkotmányreformra vonatkozó szándéka. Ezen reformok növelték volna a jogok biztosítékait és tartalmazták volna az alkotmány „hazahozását” (patriation), tehát a brit parlamentnek nem kellett volna ezentúl elfogadni az alkotmánymódosításokat. Ennek érdekében Pierre Trudeau igazságügy-miniszter megbízta Barry Strayer jogászprofesszort egy lehetséges jogok törvényének kidolgozására. Jelentésének kidolgozása során Strayer konzultált több jeles jogtudóssal, köztük Walter Tarnopolskyval. Strayer jelentése több olyan ötletet felvetett, amelyet később beiktattak a chartába, köztük a nyelvi jogok védelmét. Strayer ezen túl támogatta a gazdasági jogok kihagyását. Végül javasolta, hogy a jogok korlátozhatóak legyenek. A charta korlátozási és „függetlenül” szakaszai formájában tartalmaz korlátozásokat. 1968-ban Strayer a Királyi Államtanács Hivatalának Alkotmányjogi osztályának igazgatója lett és 1974-ben igazságügyminiszter-helyettes is. Ezen évek során Strayer szerepet játszott a végül elfogadott törvényjavaslat megírásában.
Közben Trudeau aki 1968-ban a liberális párt tagjaként miniszterelnök lett továbbra is szeretett volna egy alkotmányos jogok törvényét. A szövetségi kormány és a tartományok az alkotmány hazahozása körüli tárgyalások közben megtárgyalták egy ilyen törvény elfogadását, melynek eredménye az 1971-es Victoria Charter (Victoria Charta) lett. Ezt soha nem vált hatályossá. Azonban Trudeau folytatta az alkotmány hazahozásáért tett erőfeszítéseit és alkotmányos változást ígért az 1980-as québeci referendumon. 1982-ben sikerült elérnie célját a Canada Act 1982 elfogadásával, amely tartalmazta a Constitution Act, 1982-t is.
Egy jogi alapokmány beillesztése a Constitution Actbe sokat vitatott ügy volt. Trudeau 1980 októberében televíziós megjelenése során bejelentette azon célját hogy alkotmányos rangra emeljen egy jogok törvényét mely tartalmazná az alapvető szabadságokat, demokratikus biztosítékokat, a mozgás szabadságát, törvény biztosította jogokat, egyenlőségi és nyelvi jogokat. Nem volt szándéka a „függetlenül” szakasz beillesztése a chartába. Miközben a javaslata népszerűsége egyre nőtt a tartományi vezetők ellenezték a hatalmuk potenciális korlátozását. A szövetségi, ellenzéki Progressive Conservative párt félt a bírók közti liberális elfogultságtól amikor azoknak be kellene tartatniuk a törvényt. Továbbá a brit parlament emlékeztetett azon jogára hogy helyben hagyja Kanada meglévő kormányzati módját. A konzervatívok javaslatára Trudeau beleegyezett egy szenátorokból és képviselőkből álló bizottság létrehozásába mely célja a jogok törvényének és az alkotmány hazahozásának tervének további vizsgálatára. Ezen időszak alatt, csak magára a jogok törvényére 90 órát fordítottak, melyet a televízió filmezett, miközben polgárjogi szakértők és érdekcsoportok bemutatták hogyan érzékelik a charta hibáit és kihagyásait és hogy hogyan lehetne azokat orvosolni. Mivel Kanadának parlamenti kormányzati rendszere van és a bírókról azt tartották hogy a korábbiakban nem tartatták be a jogokat kellően, megkérdőjeleződött hogy a bíróságokat kellene-e a charta betartatójává tenni, ahogy azt Trudeau szerette volna. A konzervatív párt tagjai amellett érveltek, hogy a választott politikusokban kellene inkább bízni. Végül mégiscsak úgy határoztak hogy a betartatás felelőssége legyen a bíróságoké. A polgári libertariánusok javaslatára belekerült a chartába a szakasz, amely felhatalmazta a bírókat, hogy bizonyos esetekben figyelmen kívül hagyjanak a chartában biztosított jogokat megsértő módon szerzett bizonyítékokat a perek során. Ahogy folytatódott a folyamat újabb elemeket adtak hozzá a chartához, köztük a fogyatékkal élők egyenlő jogait, több nemi egyenlőségi biztosítékot és Kanada multikulturalizmusának elismerését. A korlátozó szakaszt átfogalmazták hogy kevesebb hangsúly essen a parlamentáris kormányra és több a szabad társadalmakban alkalmazható korlátozások indoklására; az utóbbi logika jobban megfelelt az emberi jogok fejlődésének fejleményeivel  világszerte a második világháború után.
A Kanadai Legfelsőbb bíróság 1981-es Patriation Reference  döntésében úgy határozott hogy létezik hagyománya annak, hogy alkotmányos reformhoz valamilyen szintű tartományi beleegyezés szükséges. Mivel a tartományoknak továbbra is voltak kételyeik a charta érdemeit illetően, Trudeau-nak el kellett fogadnia a „függetlenül” szakaszt hogy engedélyezze a kormányok számára a kivonulást bizonyos kötelezettségek alól. A „függetlenül” szakaszt a Kitchen Accord (Konyhai megállapodás) nevű egyezség keretében fogadtak el, melyet Jean Chrétien szövetségi igazságügy-miniszter, Roy McMurtry Ontario igazságügy-minisztere és Roy Romanov Skaskatchewan igazsgágügy-minisztere tárgyalásának eredményeként. A tartományi kormányok (Kanadában nekik van joghatóságuk a tulajdon felett) és baloldali politikusok, különösen a New Democratic Party nyomása megakadályozta Trudeau-t, hogy a chartába magántulajdont védő jogokat tegyen..
Ennek ellenére Québec nem támogatta a chartát (sem a Canada Act 1982-t), ennek okára ellentmondó magyarázatok vannak. Az ellenzék viselkedését magyarázhatná a Parti Québécois vezetőségének állítólagos képtelensége az együttműködésre mert azok inkább Québec szuverenitásának elnyerésével voltak elfoglalva. Okozhatta ezt hogy a Québeci vezetők nem vettek részt a Kitchen Accord megtárgyalásán, amelyet túlságosan centralistának találtak. Tényező lehetett a tartományi vezetők tiltakozása az egyezmény azon pontjai ellen, amelyek meghatározták a későbbi alkotmánymódosítás menetét. Szintén ellenezték a mozgási és kisebbségi oktatási nyelvi jogok szerepeltetését is. A charta ettől függetlenül hatályos Québecben is, mivel az összes tartományt köti az alkotmány. Azonban az alkotmány hazahozása elleni Québeci tiltakozás az alkotmány két sikertelen módosítási javaslatához vezetett (a Meech Lake Accord és a Charlottetown Accord) melyek elsődleges célja Québec politikai hozzájárulásának elnyerése a kanadai alkotmányos rendhez volt. Ironikusan a charta aláírásában részt vevő egyetlen nem québeci II. Erzsébet brit királynő volt.
Bár a Kanadai Jogok és Szabadságok Chartáját 1982-ben elfogadták,  az egyenlőségi jogokra vonatkozó főbb rendelkezései (15. szakasz) csak 1985-ben váltak hatályossá. A késlekedés célja az volt, hogy lehetőséget teremtsenek a szövetségi és tartományi kormányoknak hogy átnézzék a meglévő jogszabályokat és megszüntessék a potenciálisan alkotmányellenes egyenlőtlenségeket.
A chartát módosították az elfogadása óta. A 25. szakaszt úgy módosították 1983-ban, hogy az őslakók földbirtokigényeivel kapcsolatban bizonyos jogokat kimondottá tegyenek, és a 16.(1) alszakaszt 1993-ban adták hozzá. Egy a meg nem születettek jogairól szóló 1986–87-es módosítás, mely a magzati jogokat tartalmazta volna elbukott a szövetségi Parlamentben. Az alkotmány egyéb módosítójavaslatai közé tartozott az 1992-es Charlottetown Accord (Charlottetown megállapodás), melyet soha nem fogadtak el. Eza chartát kifejezetten úgy értelmezendővé tették volna, hogy az tiszteletben tartsa Québec különálló társadalmát, és kiegészítették volna a Constitution Act, 1867-et (1867-es törvény az alkotmányról) a faji és nemi egyenlőséggel, közösségi jogokkal és a kisebbségi nyelvi közösségekkel kapcsolatban. Bár az Accordot megtárgyalták a különböző érdekcsoportokkal, a végső rendelkezései annyira általánosak volta, hogy Trudeau, ekkor már hivatali ideje lejárta után attól félt, hogy ellenkezne és ártana a chartában lefektetett jogoknak. Úgy érezte hogy alkotmánybíráskodás jogát aláásná ha a bíróságoknak támogatnia kellene a tartományi kormányok elveit, mivel a kormányok lennének a felelősek a nyelvi kisebbségekért. Az Accord  ellenzésében így Trudeau az élen járt.

## Értelmezés és betartatás
A charta értelmezésének és betartatásának feladata a bíróságokra hárul, a Kanadai Legfelsőbb Bíróságnak van végső döntő szava az ügyben.
Tekintve, hogy a charta elsőbbségét megerősíti a Constitution Act, 1982 52. szakasza a bíróságok folytatták azon gyakorlatukat, hogy érvénytelenítik az alkotmányellenes jogszabályokat, vagy azok részeit ahogy azt tették a korábbi szokásjog során a föderalizmus kapcsán. Ugyanakkor a charta 24. szakasza alapján a bíróságok új jogköröket kaptak a megfelelő jogorvoslat meghozatalára és bizonyítékok figyelmen kívül hagyására az eljárásaiban. A bíróságok azóta több fontos döntést hoztak, köztük az R. v. Morgentaler (1988) mely érvénytelenítette Kanada abortusz-törvényét, és a  Vriend v. Alberta (1998) amely ügyben a Legfelsőbb Bíróság úgy találta, hogy a homoszexuálisok kirekesztésével a megkülönböztetés elleni védelemből Alberta tartomány megsértette a 15. szakaszt. Ez utóbbi esetben a bíróság ezek után törvénybe iktatta a védelmüket.
A bíróságok többféle úton kaphatnak az Alapokmánnyal kapcsolatos kérdéseket. Egyes jogigénylők ellen egy büntetőtörvény alapján folyhat eljárás, amely törvényről azt tartják, hogy alkotmányellenes. Mások úgy érezheti hogy a kormány szolgáltatásait és elveit nem az Alapokmánnyal egyetértésben biztosítja és ezért egy alacsonyabb szintű bírósághoz fordulnak a kormány elleni bírói végzést kérve (ahogy ez történt a Doucet-Boudreau v. Nova Scotia (Minister of Education) ügyben). Egy kormány szintén tehet fel jogokat illető kérdéseket egy ajánláskérést benyújtva valamelyik magasabb szintű bírósághoz; például Paul Martin miniszterelnök kormánya megkereste a Legfelsőbb Bíróságot a chartához és a föderalizmushoz kapcsolódó kérdésekkel a Re Same-Sex Marriage (2004) ügyben. A tartományok szintén megtehetik ezt a saját legfelsőbb bíróságaikkal. A Prince Edward-sziget kormánya elkezdte a Provincial Judges Reference ügyet egy a 11. szakasz szerinti bírói függetlenségről szóló kérdést feltéve a tartományi Legfelsőbb Bíróságnak.

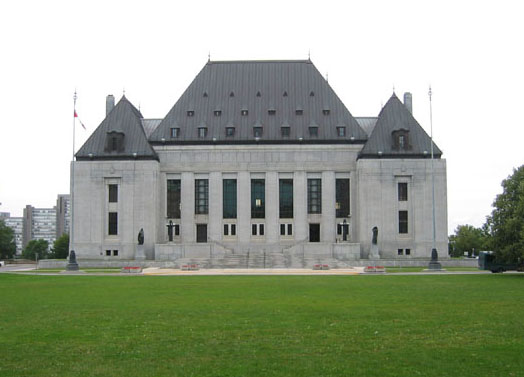
A Kanadai Legfelsőbb Bíróság, a charta értelmezésének legfőbb hatósága, épülete

Több fontos ügyben a bírák különböző teszteket és precedenseket állítottak fel a charta egyes rendelkezéseinek értelmezéséhez. Ezek közé tartozik az Oakes test az egyes szakaszhoz az  R. v. Oakes (1986) ügyből és a Law test a 15. szakaszhoz a Law v. Canada (1999) ügyből. Az Re B.C. Motor Vehicle Act (1985) ügy óta több megközelítés született az alapvető igazságszolgáltatás (fundamental justice) meghatározására és hatályának kiterjesztésére.
Általánosságban a bíróságok a chartában foglalt jogok célirányos értelmezését részesítik előnyben. Ez azt jelenti hogy a korai ügyektől kezdve, mint amilyen a 'Hunter v. Southam (1984) és az R. v. Big M Drug Mart (1985) volt, a bíróságok nem a chartában foglalt egyes jogok 1982-ben lévő hagyományos értelmezését követték, hanem a jogok változó hatályát annak megfelelően, hogy azok megfeleljenek a szélesebb célnak. Ez a jogok bőkezű értelmezéséhez kapcsolódik, hiszen a charta rendelkezéseinek céljáról feltehető az emberek jogainak és szabadságainak bővítése különböző körülmények közt a kormányzati hatalmak rovására. Peter Hogg alkotmánykutató támogatta ezt a megközelítést bizonyos esetekben, máskor amellett érvel hogy a rendelkezéseknek nem volt célja olyan széles körű jogok biztosítása, mint ahogy azt a bíróságok képzelték. Ennek a megközelítésnek vannak kritikusai. Ted Morton albertai politikus és Rainer Knopff politológus nagyon kritikusan vélekedik erről a jelenségről. Bár úgy érzik, hogy a megközelítés alapja a living tree doctrine (élő fa doktrína, a kanadai alkotmány bőkezű értelmezésének adott klasszikus név) helytálló, szerintük a chartához kapcsolódó jogszokás ennél radikálisabb volt. Amikor helyesen alkalmazták a doktrínát akkor a szerzők szerint „Egy szilfa szilfa maradt; új ágakat növesztett, de nem változtatta magát tölggyé vagy nyírfává.” A doktrína alkalmazható, például, ha egy jogot helyben hagynak annak ellenére, hogy a kormány megpróbálja megsérteni új technológiával, mindaddig amíg az alapvető jog nem változik; azonban a szerzők szerint a bíróságok arra használták a doktrínát, hogy „új jogokat teremtsenek.” Példaként hozzák a szerzők a tanútevő önmagát terhelő vallomásának felhasználása elleni jogot kiterjesztették olyan helyzetekre is az igazságszolgáltatási rendszerben, amelyeket azelőtt nem szabályozott ez a jog más kanadai törvényben.
Egy másik általános hozzáállás a charta értelmezéséhez a charta szövegét befolyásoló, és általánosságban a jogok demokratikus jogállamban való értelmezéséről és azok bíróságok általi betartatásáról sok gondolatot generáló Egyesült Államok Bill of Rightsa jogi precedensének a megfontolása. Azonban az amerikai precedenst nem tartják tévedhetetlennek. A Kanadai Legfelsőbb Bíróság úgy utalt a kanadai és amerikai változatra, miszerint „különböző országban, különböző korokban és különböző körülmények között születtek.”
A különböző érdekvédő csoportok gyakran beavatkoznak az ügyekben hogy bemutassák érveiket a charta helyes értelmezéséről. Ilyen csoportok közé tartozik a Canadian Civil Liberties Association, a Canadian Mental Health Association, a Canadian Labour Congress, a Women's Legal Education and Action Fund (LEAF), és a REAL Women of Canada. Ezen beavatkozások célja a bíróság segítése és befolyási próbálkozás arra hogy a bíróság az adott csoport jogi érdekeinek megfelelő döntést hozzon.
A bíróságok egy további hozzáállása a chartához, a párbeszéd elv (dialogue principle), amely a választott kormányok nagyobb részvételét tartalmazza. A hozzáállás keretében a kormányok új jogszabályokat alkotnak a bírósági döntésekre és a bíróságok értékelik a próbálkozást ha az új jogszabály ellen kifogás születik.

## Összehasonlítás más emberi jogi dokumentumokkal

Az amerikai Bill of Rights hatással volt a charta szövegére, rendelkezéseit mégis konzervatívabban értelmezik. Ennek ellénére a kanadai és amerikai ügyeknek néha azonos a kimenetele mert a chartában foglalt szélesebb jogokat a charta 1. szakasza korlátozta.

Néhány kanadai parlamenti képviselő a charta alkotmányos bebiztosítását a brit modell szerinti parlamenti szupremáciával ellentétesnek találták. Mások rámutattak, hogy az Emberi Jogok Európai Egyezménye (ECHR) ekkorra már nagyobb korlátozásokat jelentett a brit parlamenti hatalommal szemben, mint amekkorát a kanadai charta bevezet a kanadai szövetségi és tartományi törvényhozásokkal szemben. Hogg úgy spekulált, hogy a britek részben azért fogadták el a Human Rights Act 1998 (1998-as törvény az emberi jogokról), mely engedélyezi az ECHR közvetlen betartatását a helyi bíróságokon, mert ösztönözte őket a hasonló kanadai charta.
A kanadai charta több hasonlóságot mutat az Európai Egyezménnyel, különösen az európai dokumentumban található korlátozó rendelkezésekkel. Emiatt a hasonlóság miatt az európai emberi jogi törvényekkel, a Kanadai Legfelsőbb Bíróság nem csak az Amerikai Egyesült Államok alkotmányát övező gyakorlatot, hanem az Emberi Jogok Európai Bíróságának gyakorlatát is megvizsgálja a charta értelmezésekor.
Az alapvető különbség az amerikai Bill of Rights (USA) és a kanadai charta között a korlátozó és „függetlenül” kitételek léte. A kanadai bíróságok minden jogot konzekvensen szélesebben értelmeznek. Azonban, a korlátozó szakasz miatt egy jog megsértése történik a jog nem feltétlenül biztosítja annak a jognak a védelmét. Ezzel szemben az amerikai Bill of Rightsban szereplő jogok abszolútak  és így egyértelmű túlkapásokat leszámítva nincsenek jogsértések megállapítva. Ennek következtében mindkét alkotmány sok jog hasonló szintű védelmét nyújtja. Az alapvető igazságszolgáltatást (fundamental justice, a 7. szakaszban) általában úgy értelmezik, hogy több jogi védelmet nyújt, mint az amerikai megfelelője a due process (megfelelő igazságszolgáltatás). A 2. szakaszban említett szólásszabadságnak is nagyobb a hatóköre mint az amerikai alkotmány első kiegészítésében lefektetett szólásszabadság.  Az RWDSU v. Dolphin Delivery Ltd. (1986) ügyben a Kanadai Legfelsőbb Bíróság tárgyalta a sztrájkőrség egy olyan fajtáját amelyet az amerikai első alkotmánymódosítás nem engedélyez, mert bomlasztó magatartásnak tart (bár szerepelt bizonyos mennyiségű beszéd is az ügyben, amelyet az első alkotmánymódosítás egyébként védene). A Legfelsőbb Bíróság azonban úgy találta, hogy a sztrájkőrség, beleértve a bomlasztó viselkedést is teljes védelmet élvez a charta 2. szakasza alapján. A Bíróság ezek után az 1. szakaszra alapozta a sztrájkőrséget betiltó rendelkezés jogosságának indoklását.  A korlátozó szakasz lehetővé tette az egyes kormányoknak olyan törvények meghozatalát, amelyeket alkotmányellenesnek tartanának az Amerikai Egyesült Államokban. A Kanadai Legfelsőbb Bíróság helyben hagyta az angol nyelv táblákon való használatát korlátozó québeci jogszabályokat és a fiatalkorú elkövetők nevének médiában való megjelentetését tiltó döntéseket.
A charta 28. szakasza hasonló feladatot lát el, mint az Amerikában nem ratifikált egyenjogúsági alkotmánymódosítás. Bár az alkotmánymódosítási javaslatnak sok kritikusa volt, a charta 28. szakasza nem részesült hasonló ellenzésben. Mégis, a kanadai feministáknak nagy tüntetéseket kellett szervezniük hogy megmutassák támogatásukat a szakasz beillesztése mellett.
A Polgári és Politikai Jogok Nemzetközi Egységokmánya több párhuzamot mutat a kanadai Alapokmánnyal, de néhány esetben az Egységokmány szövege nagyobb jogokat biztosít. Például a jogi segítséghez való jog szerepel a 10. szakaszban, de az Egységokmány kifejezetten biztosítja a vádlott számára, hogy ne kelljen fizetnie ha nincsenek meg a megfelelő feltételei hozzá.
A kanadai charta keveset foglalkozik, kimondottan legalábbis, a gazdasági és szociális jogokkal. Ebből a szempontból éles ellentétben áll a Quebec Charter of Human Rights and Freedomszal (Québeci Jogok és Szabadságok Chartája) és a Gazdasági, Szociális és Kulturális Jogok Nemzetközi Egységokmányával. Egyesek úgy érzik, hogy a gazdasági jogokat be kellene illeszteni a 7. szakasz személyi biztonsághoz való jogába és a 15. szakasz egyenlőségi jogai közé hogy a charta jobban hasonlítson az Egységokmányhoz. Az érvelés szerint a gazdasági jogok kapcsolatban állnak az életszínvonallal és hozzájárulhatnak a polgári jogok virágzásához egy élhető környezetben. A kanadai bíróságok azonban hezitálónak mutatkoztak ezen a téren kijelentve hogy a gazdasági jogok politikai kérdések és mint pozitív jogok kérdéses a legitimitásuk.
A charta maga befolyásolta Dél-Afrika alkotmányának jogok törvényét tartalmazó fejezetét.

## A charta és a nemzeti értékek

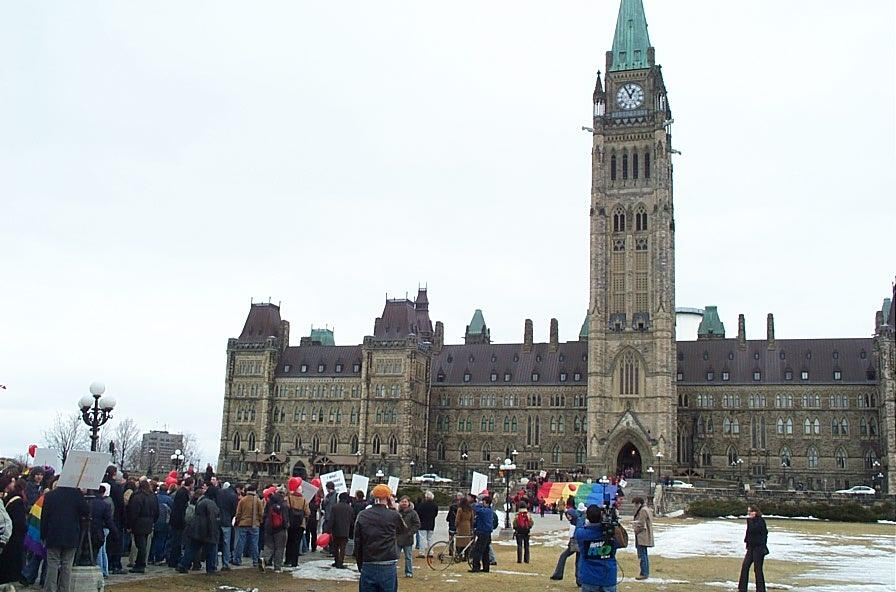
A „March of Hearts” (Szívek vonulása) felvonulás az azonosneműek házasságának charta szerinti egyenlőségéért 2004-ben

A chartát a nemzeti értékek és nemzeti egység forrásának szánták. Ahogy Alan Cairns megjegyezte, „A szövetségi kormány kezdeti alapfeltevése egy pán-kanadai identitás kifejlesztésére irányult.”  Trudeau maga is úgy írt a memoárjában, hogy  „Kanadát” most már úgy lehet definiálni mint egy olyan „társadalmat ahol minden ember egyenlő és osztoznak néhány alapvető szabadságon alapuló értékben” és, hogy az összes kanadai azonosulni tud a szabadság és egyenlőség értékével.
A charta egyesítő célja különösen fontos volt a mobilitási és nyelvi jogok kapcsán. Rand Dyck szerző szerint bizonyos tudósok úgy vélik, hogy a 23. szakasz a kisebbségi oktatási nyelv használatáról szóló joggal „volt a charta egyetlen része amellyel Pierre Trudeau valóban törődött”  A mobilitási és nyelvi jogokon keresztül a francia kanadaiak, akik az egységről szóló viták középpontjában álltak, szabadon utazhattak egész Kanadában és részesülhettek a kormány- és oktatási szolgáltatásokban a saját nyelvükön. Így nincsenek Québecbe zárva (az egyetlen olyan tartományba ahol többséget alkotnak és ahol a francia kanadaiak többsége él), amely polarizálná az országot a regionális törésvonalak mentén. A chartának egységesítenie kellett volna a korábban eltérő törvényeket az országban a szabadság közös elve felé terelve őket.
Bob Rae Ontario korábbi miniszterelnöke azt nyilatkozta, hogy a charta „minden kanadai számára szimbólumként szolgál” mert megtestesíti a szabadság alapvető értékeit. Peter Russell akadémikus szkeptikusabb álláspontot foglalt el a charta ilyen terű értékéről. Cairns, aki szerint a charta sok kanadai számára a legfontosabb alkotmányos dokumentum melynek célja a kanadai identitás megformálás volt, is abbéli aggodalmát fejezte ki, hogy a társadalom bizonyos csoportjai a charta bizonyos rendelkezéseire úgy tekintenek, mintha az csak rájuk vonatkozna és nem az összes kanadaira. Azt is kifejtették egyesek, hogy  a charta által felvetett olyan kérdések, mint az abortusz vagy a pornográfia általában ellentmondásosak. Ezen kifogások ellenére egy 2002-es közvélemény-kutatás azt mutatta, hogy a kanadaiak úgy vélték hogy a charta jelentősen képviseli Kanadát, annak ellenére hogy sokan nem voltak tisztában a dokumentum valódi tartalmával.
A charta preambuluma által említett értékek  Isten felsőbbségének és a jog uralmának elismerése ellentmondásosak ugyanakkor kevés jogi következménnyel járók voltak. Svend Robinson parlamenti képviselő 1999-ben benyújtott egy sikertelen javaslatot a Kanadai Képviselőházban amely módosította volna a chartát Isten említésének eltávolításával, melyről úgy érezte hogy nem reprezentálja Kanada sokszínűségét.
A 27. szakasz ezeken felül elismeri a multikulturalizmust, amire a kanadai örökséggel foglalkozó minisztérium azt állítja hogy becses érték a kanadaiak számára.

## Kritikák
Miközben a charta nagymértékű népszerűségnek örvendett, a kanadaiak 82%-a nevezte „jó dolognak” az 1987-ben és 1999-ben elvégzett közvélemény-kutatásokon, a dokumentumot a politikai paletta mindkét feléről érték kritikák. Michael Mandel, az egyik baloldali kritikusa azt írta hogy a politikusokkal ellentétben a bíróknak nem kell a választók érzéseire odafigyelniük sem nem kell biztosnak lenniük abban hogy döntéseik könnyen érthetőek az átlagos kanadaiak számára is. Ez, Mandel olvasatában, korlátozza a demokráciát. Mandel azt is kifejtette hogy a charta Kanadát az Egyesült Államokkal teszi hasonlatossá, különösen a társasági és egyéni jogok szolgálatával a közösségi és szociális jogokkal szemben. Szerinte sok olyan jog létezik, amelyet a chartának tartalmaznia kellene, köztük az egészségbiztosításhoz vagy az ingyenes oktatáshoz való alapvető jognak.  Így a kanadai politikában észlelt amerikanizáció a kanadaiak számára fontosabb jogok rovására történik. A szakszervezeti mozgalom csalódott a bíróságokban akik nem hajlandóak a chartára alapozva támogatni bizonyos szakszervezeti tevékenységeként, mint a „sztrájkhoz való jogot.”
Morton és Knopff jobboldali kritikusok több aggodalmukat fejezték ki az Alapokmánnyal szemben, leginkább azt állítva hogy a szövetségi kormány különböző jogigénylőkkel és érdekcsoportokkal szövetkezve arra használta hogy korlátozza a tartományi hatalmat. A The Charter Revolution & the Court Party című könyvükben Morton és Knopff részletesen kifejtik gyanújukat erről a szövetségről, megvádolva a Trudeau és Chrétien kormányokat peres csoportok pénzelésével. Ezek a kormányok, például a Court Challenges Programot használták a kisebbségi nyelvű oktatási jogokkal kapcsolatos keresetek támogatására. Morton és Knopff azt is állítja, hogy az állami ügyészek szándékosan vesztettek el olyan ügyeket ahol a kormányt jogok, különösen a homoszexuálisok és nők jogainak megsértésével vádolták.
Rand Dyck politológus ezen kritikákat megfigyelve megjegyezte hogy bár a bírák alkotmánybíráskodási jogait kiterjesztették, mégis helyben hagyták a legtöbb Alapokmánnyal ellentétesnek tartott törvényt. A peres csoportokkal kapcsolatban Dyck rámutat, hogy „a helyzet nem olyan egyértelmű, mint az Morton és Knopff sejteti. Az összes ilyen csoportnak voltak győzelmei és vereségei egyaránt.”
Charles Blattberg politikai filozófus azért kritizálta a chartát mert az szerinte hozzájárul az ország fragmentációjához, mind az egyének, mind a csoportok szintjén. A jogokon alapuló párbeszéd ösztönzésével a charta egy ellenséges szellemet visz a kanadai politikába mely megnehezíti a közjó felismerését. Blattberg azt is állítja hogy a charta aláássa a kanadai politikai közösséget mert végső soron egy kozmopolita dokumentum. Végül amellett érvel hogy az emberek jobban ösztönözne az egyéni szabadságok megtartására, ha azok a jogoknál „kézzelfoghatóbb” (kevésbé elvont) fogalmakkal lennének kifejezve.

## Fordítás
- Ez a szócikk részben vagy egészben a  Canadian Charter of Rights and Freedoms című angol Wikipédia-szócikk ezen változatának fordításán alapul.  Az eredeti cikk szerkesztőit annak laptörténete sorolja fel. Ez a jelzés csupán a megfogalmazás eredetét és a szerzői jogokat jelzi, nem szolgál a cikkben szereplő információk forrásmegjelöléseként.